# Savage Garden
I Savage Garden sono stati un duo australiano, attivo tra il 1994 ed il 2001, composto da Darren Hayes (voce) e Daniel Jones (tastiere e chitarra).
Raggiunsero l'apice della notorietà alla fine degli anni novanta principalmente grazie alle loro ballate, tra cui spiccano Truly Madly Deeply e I Knew I Loved You.

## Storia
Nel 1993 Daniel Jones, produttore e musicista, pubblicò un annuncio su Time Off, giornale di Brisbane, alla ricerca di un cantante per la sua band Red Edge. Darren Hayes, che a quel tempo frequentava l'università di Brisbane, rispose all'inserzione e dopo la sua prima audizione, venne scelto per far parte del gruppo. Nel giugno del 1994, Daniel e Darren lasciarono la band per iniziare una carriera insieme. Entro la fine dello stesso anno, il duo aveva realizzato un numero di canzoni sufficienti per un demo, che inviarono a diverse case discografiche sotto il nome di Bliss.

### Savage Garden
(Anne Rice, The vampire Lestat)
Nel 1995 iniziarono la registrazione del loro album di debutto come Savage Garden, nome ripreso dalle Cronache di vampiri di Anne Rice, di cui Darren è un appassionato lettore. Nel 1996, a luglio, uscì in Australia I Want You, singolo più venduto dell'anno, pubblicato sotto la Roadshow Music. Questo successo procurò un grande interesse per diverse etichette statunitensi che in settembre portarono la band a firmare un contratto con la Columbia Records. Sempre in Australia, a novembre uscì il secondo singolo, To the Moon and Back che diventò un'altra hit nel 1997, a gennaio, arrivando #1 in classifica.
Nel 1997, a febbraio, I Want You uscì anche negli Stati Uniti, arrivando #4 in classifica. Seguì in marzo Truly Madly Deeply, terzo singolo dall'album di debutto, pubblicato in Australia che arrivò #1 in classifica. Subito dopo, ad aprile I Want You uscì anche in Europa. Nel 1997, a giugno, fu pubblicato, in Australia, il quarto singolo Break Me Shake Me, mentre a luglio, negli Stati Uniti uscì To the Moon and Back. Sempre negli Stati Uniti, l'album di debutto dei Savage Garden, alla #3 posizione in classifica, è stato certificato disco d'oro dalla RIAA. A novembre negli Stati Uniti fu pubblicato Truly Madly Deeply dove il brano fu preso come colonna sonora per vari episodi della serie televisiva Dawson's Creek.
Al 2005, l'album di debutto Savage Garden, registra dodici dischi di platino in Australia, sei negli Stati Uniti e due in Gran Bretagna.

### Affirmation
Nel febbraio 1999 The Animal Song (colonna sonora del film Un amore speciale di Garry Marshall) anticipò l'uscita del nuovo album, seguito, a settembre, da I Knew I Loved You. In novembre uscì il secondo album, Affirmation che in un mese divenne disco di platino negli Stati Uniti, anche grazie al successo di I Knew I Loved You. Affirmation segnò un cambiamento nella band: il loro look si fece simile quello di altri cantanti pop e la loro musica divenne più matura. Nel giugno 2001 Darren cantò 'O sole mio, accompagnato da Luciano Pavarotti, nel concerto annuale Pavarotti & Friends.

### Lo scioglimento
Nell'ottobre del 2001 i Savage Garden annunciarono ufficialmente il loro scioglimento: Darren intraprese la carriera da solista, mentre Daniel decise di diventare produttore discografico.
Anche se Darren e Daniel lavorarono insieme per un breve periodo (circa 7 anni), vendettero oltre 23 milioni di dischi in tutto il mondo e resero i Savage Garden uno dei gruppi musicali di maggior successo della fine del XX secolo.

## Discografia
Album in studio
- 1997 - Savage Garden
- 1999 - Affirmation

Raccolte
- 2005 - Truly Madly Completely: The Best of Savage Garden

Singoli
- I Want You
- To the Moon and Back
- Truly Madly Deeply
- Break Me, Shake Me
- I Want You '98'
- The Animal Song
- I Knew I Loved You
- Crash and Burn
- Affirmation
- Hold Me
- The Best Thing

DVD
- 2000 - The Video Collection
- 2001 - Superstars & Cannonballs - Live and on Tour in Australia